# 100596 Perrett
100596 Perrett è un asteroide della fascia principale. Scoperto nel 1997, presenta un'orbita caratterizzata da un semiasse maggiore pari a 3,0295866 UA e da un'eccentricità di 0,1845333, inclinata di 10,37171° rispetto all'eclittica.
È dedicato a Kathryn Perrett, astronoma canadese.